# Kaden Smith
Kaden Nelson Smith (Atlanta, 24 aprile 1997) è un giocatore di football americano statunitense che milita nel ruolo di tight end per i Washington Commanders della National Football League (NFL).

## Carriera

### San Francisco 49ers
Smith fu scelto nel corso del sesto giro (176º assoluto) del Draft NFL 2019 dai San Francisco 49ers. Fu svincolato il 14 settembre 2019 senza essere mai sceso in campo

### New York Giants
Il 16 settembre 2019, Smith firmò con i New York Giants. Nel corso della settimana 12 contro i Chicago Bears disputò la prima partita come titolare e segnò il suo primo touchdown nella sconfitta per 14-19. La sua stagione da rookie si chiuse con 31 ricezioni per 268 yard e 3 touchdown in 9 presenze, 6 delle quali come titolare.